# White Lily
White Lily (Originaltitel: ホワイトリリー Howaito rirī ‚Weiße Lilie‘) ist ein japanischer Erotikthriller von Hideo Nakata aus dem Jahr 2016.

## Handlung
Tokiko gilt als eine renommierte Keramikkünstlerin. Sie lebt ein harmonisches und alltägliches Leben mit ihrem Mann in Tokio. Eines Tages treffen die beiden auf Haruka, eine jugendlichen Ausreißerin. Sie nehmen sie mit in ihr Haus, wo Tokiko sie über Keramik unterrichtet. Als Tokikos Ehemann stirbt, verspricht Haruka, bei ihr zu bleiben und alles zu tun, was sie verlangt. Sie entwickeln eine lesbische Beziehung. Tokiko, die versucht den Verlust ihres Mannes und Sorgen in Alkohol zu ertränken, hat eine Reihe bedeutungsloser sexueller Begegnungen mit einer Vielzahl von verschiedenen Männern. Haruka, die Gefühle für Tokiko entwickelt, leidet darunter.
Tokiko lädt schließlich Satoru, einen vielversprechenden jungen Studenten dazu ein, ihr Lehrling zu werden. Später beginnt sie mit ihm eine sexuelle Beziehung, obwohl er ihr sagt, dass er eine Freundin hätte. Satoru wirft schon bald ein Auge auf die gleichaltrige Haruka. Er beginnt, recht bestimmt, teils aggressiv mit ihr zu flirten. Tokiko erwischt die beiden und beschuldigt Haruka, doch nicht lesbisch zu sein, sondern insgeheim Männer zu mögen. Sie zwingt die beiden jungen Menschen zum Geschlechtsverkehr vor ihren Augen auf einem Tisch. Satorus Freundin Akane, die schon länger das Gefühl hat, dass ihr Freund sie betrügt, erwischt das Paar beim Liebesakt, ergreift sich ein großes Küchenmesser und droht damit, sich umzubringen. Satoru springt sie an und schneidet sich am immer noch gezückten Messer. Sie stürmt dann mit dem Messer auf Tokiko zu, aber Haruka springt vor Tokiko und wird in den Bauch gestochen.
Zu einem späteren Zeitpunkt überrascht Haruka, die die schwere Verletzung überlebte, Tokiko, indem sie in ihr Atelier zurückkehrt. Nach einem letzten Liebesakt verlässt Haruka Tokiko wohl für immer.

## Hintergrund
Der Film feierte am 7. Oktober 2016 seine Premiere auf dem Busan International Film Festival in Busan, Südkorea. Am 11. Februar 2017 erfolgte die Veröffentlichung in Japan. In Deutschland erschien der Film am 24. Januar 2020 im Videoverleih. Am 6. März 2021 zeigte der Sender Tele 5 im Rahmen seiner Fernsehreihe FSK Sex den Film.

## Rezeption
„Der Film ist Teil eines Reboot-Projekts, mit dem das japanische Filmstudio Nikkatsu seine in den 1970ern und 1980ern produzierten „Pinku eiga“-Filme aufleben lässt. Der Regie gelingt es allerdings nicht, aus dem Sujet jenseits von softpornografischer Schaulust künstlerische Funken zu schlagen.“

James Marsh von der South China Morning Post gab dem Film 1,5/5 Sterne und verfasste in seiner negativen Kritik, dass der Regisseur „in dieser einfallslos erzählten Geschichte über Verliebtheit und Eifersucht nicht über die oberflächlichen weichen Kerne der Handlung hinausragt“.
In der Internet Movie Database hat der Film bei über 400 Stimmabgaben eine Bewertung von 4,5 von 10,0 möglichen Sternen.